# Le dimensioni del mio caos
| Recensione | Giudizio |
| ---------- | -------- |
| AllMusic   |          |

Le dimensioni del mio caos è il quarto album in studio del rapper italiano Caparezza, pubblicato l'11 aprile 2008 dalla EMI.

## Descrizione
Concepito come supporto musicale al suo libro Saghe mentali. Viaggio allucinante in una testa di capa, l'album vede come ospiti speciali noti doppiatori italiani di attori hollywoodiani come Michele Kalamera (Clint Eastwood), Pasquale Anselmo (Nicolas Cage), Dario Penne (Anthony Hopkins) e Christian Iansante negli ultimi secondi del brano Il circo delle pantegane, e vede anche la collaborazione di Cinzia Fiorato, telegiornalista del TG1 che apre e chiude l'ascolto. Al disco partecipa anche il gruppo musicale milanese Ministri con il pezzo Ulisse (You Listen).
Caparezza definisce questo concept come un "fonoromanzo", neologismo che indica una sorta di "fotoromanzo sonoro": come filo comune c'è la storia di Ilaria, che a causa di un varco temporale si ritrova catapultata dal 1968 ad oggi. La storia prosegue con l'innamoramento di Caparezza nei confronti di Ilaria che, condizionata dalla società attuale, si rifiuta di tornare indietro trasformandosi da giovane hippy a ragazza dei giorni nostri che segue tutte le mode e le tendenze del momento, perdendo il suo spirito rivoluzionario, e finendo con lo sposarsi con Carneade, del "fronte dell'uomo qualcuno".
Tale partito costruirà uno spazioporto in Puglia, una grande opera assolutamente inutile il cui vero scopo è quello di far vincere le elezioni al fronte. Intanto Caparezza incontra il manovale Luigi Delle Bicocche, definito eroe moderno per la precarietà a cui sarebbero sottoposti i lavori come il suo. Giudicato ovviamente rivoluzionario dalla classe dirigente, Caparezza è arrestato e condannato ai lavori forzati. Intanto Carneade vince le elezioni con il 100% dei voti mentre Luigi delle Bicocche crea un secondo varco temporale che trasforma l'umanità in bonobo, le quali presentano uno stadio evolutivo più avanzato dell'uomo. Alcune intuizioni fantascientifiche si rifanno alla trama del film 2001: Odissea nello spazio.
Questi i protagonisti come sono descritti nel libretto del CD:
- Caparezza, un artista pugliese che non fuma canne;
- Ilaria, una hippie sessantottina stregata da Jimi Hendrix;
- Luigi delle Bicocche, un muratore precario che demolirà il muro del tempo;
- Il bonobo, una scimmia giocosa e disinibita.

Il lavoro presenta tematiche sociali molto forti, quali le morti bianche, l'inquinamento, il revisionismo e negazionismo storico favorito dalla scarsa propensione allo studio e alla memoria, la massificazione delle comunicazioni nei confronti dei cittadini, la frenesia di apparire, la mercificazione del sesso. Sono presenti riferimenti, anche se indiretti, alla "casta" politica italiana e alle grandi opere da costruire in Italia (Ponte sullo stretto di Messina, TAV) enfatizzando il fatto che siano infrastrutture dubbiamente terminabili e utili solo ai poteri forti.

### Edizione speciale
Il 15 maggio 2009 è stata pubblicata un'edizione speciale dell'album contenente un DVD aggiuntivo intitolato Tour del caos. Il DVD contiene il concerto svoltosi a Milano il 7 marzo 2009 con l'aggiunta di tutti i videoclip estratti dall'album (ad esclusione di quello per Cacca nello spazio) e dell'apparizione del cantante al concerto del 1º maggio 2009.

## I brani

### La rivoluzione del sessintutto

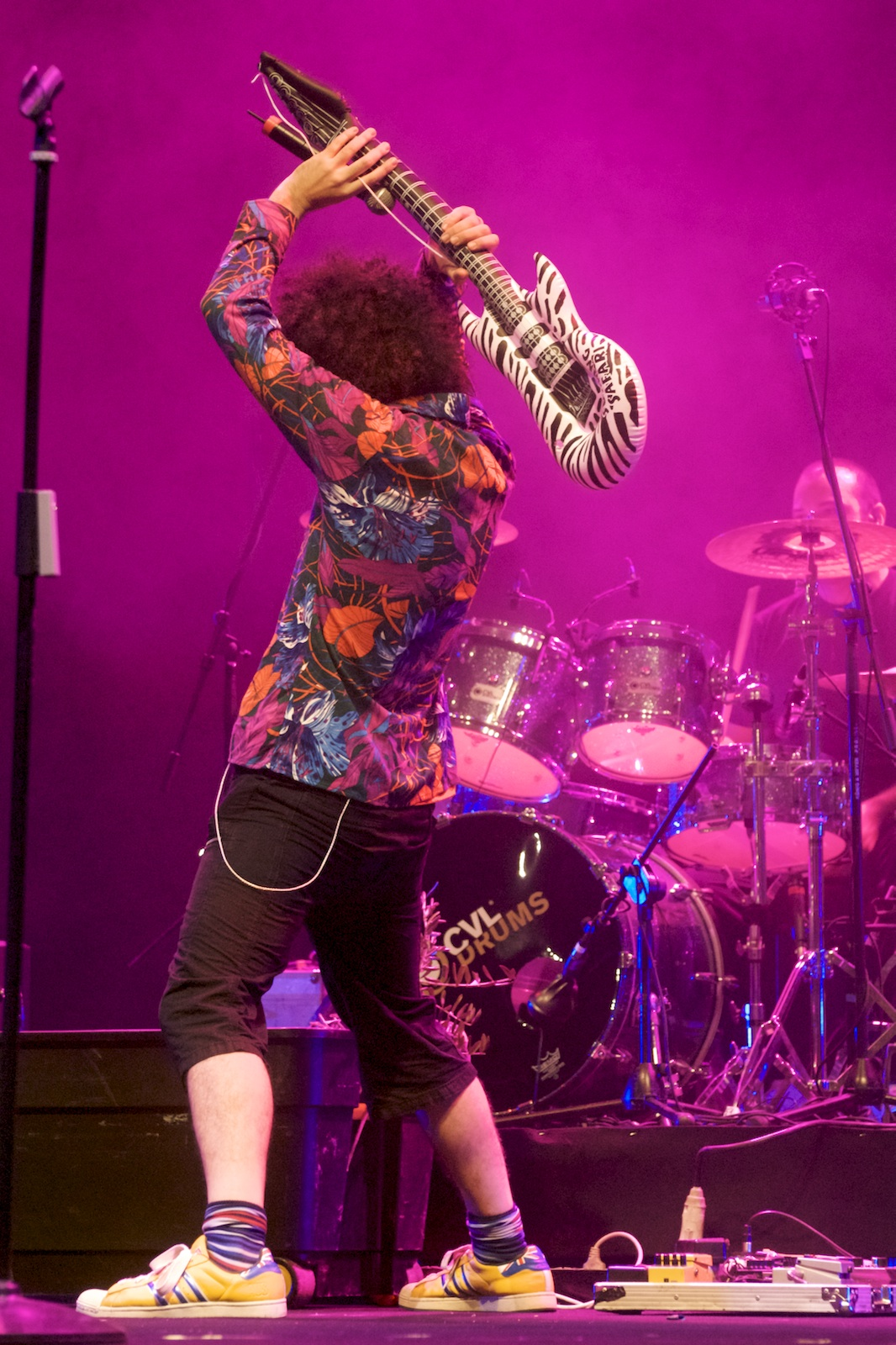
Caparezza emulando Jimi Hendrix durante l'Italia Wave Love Festival a Livorno, nel 2009.

Caparezza ricorda i concerti italiani di Jimi Hendrix e fa un confronto tra la rivoluzione dell'autunno caldo e la liberazione sessuale odierna che sfocia nella sessuofobia, che giustifica il calembour del titolo. Cita anche la groupie Cynthia Plaster Caster, divenuta famosa per avere fatto dei calchi dei genitali di Hendrix ed altri artisti. Al termine del brano, emula Hendrix compiendo l'atto di spaccare la chitarra sulle casse degli amplificatori: con questo pretesto narrativo, si crea un varco spazio-temporale attraverso la scarica elettrica generata, e l'incontro con Ilaria.

### Ulisse (You Listen)
L'incontro tra Caparezza e Ilaria viene paragonato a quello tra Ulisse e le sirene. Ascoltare il richiamo delle sirene fa riferimento alla capacità di ascoltare la propria voce interiore; da qui l'assonanza tra le pronunce di Ulisse (all'inglese iullisses) con you listen ("tu ascolti"). La canzone parla del cantante assuefatto dal carattere di Ilaria.

### Non mettere le mani in tasca
Caparezza è arrestato per avere delle tasche, simbolo della memoria collettiva; da qui la voce del potere che fa della menzogna e della manipolazione il proprio credo. Chiaro il riferimento alla Chiesa cattolica, accusata di oscurantismo.

### Pimpami la storia
Dal gergo giovanile (dove pimpare sta per il verbo "modificare", "personalizzare"), qui parla uno studente sfaccendato che guarda a fatti e personaggi storici con uno sguardo che tende al parossismo e alla caricatura, facendo così il gioco del potere che vuole promuovere l'ignoranza presso le giovani generazioni.
Un'altra traduzione forse più corretta dello slang inglese "to pimp", dedotta dal testo della canzone e in riferimento anche al programma televisivo di MTV Pimp My Ride, è "truccare".

### Ilaria condizionata
Caparezza descrive Ilaria e gioca sul doppio senso dell'"aria condizionata", sia perché è stata condizionata dalla società odierna, sia perché Ilaria - come l'aria - lo ha raffreddato, deluso dall'atteggiamento della ragazza di cui si era invaghito.

### La grande opera

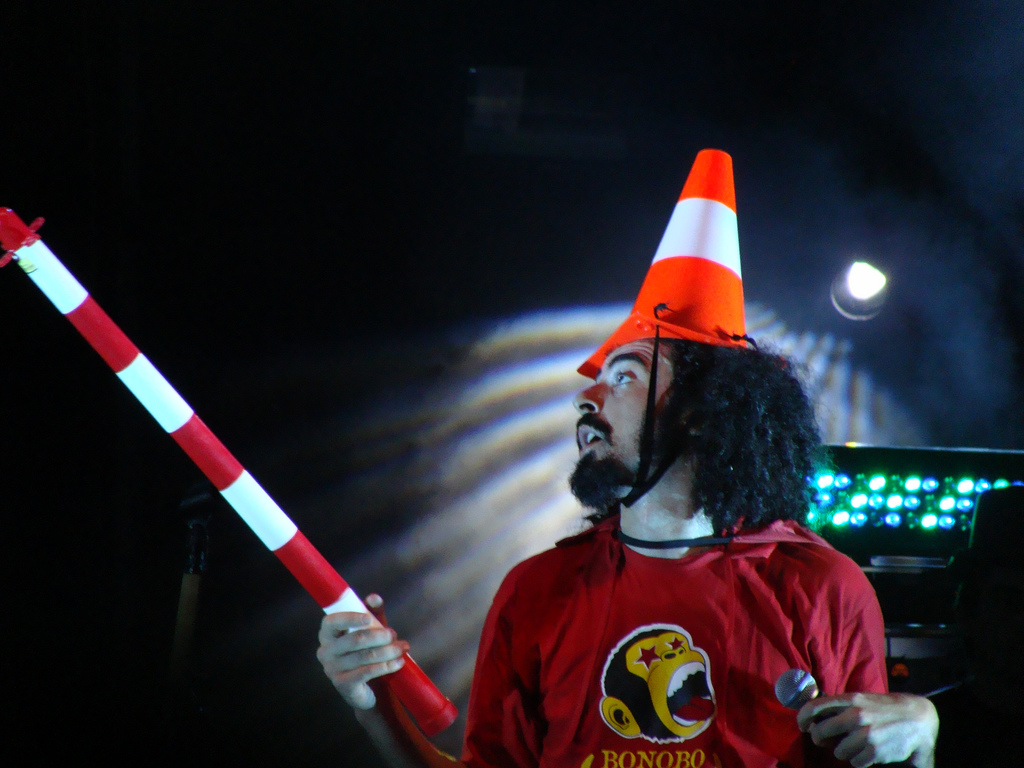
Caparezza durante l'esecuzione del brano La grande opera durante un concerto, nel 2008

Parla l'ideologo dello spazioporto pugliese, imponente opera spaziale creata soprattutto a scopi propagandistici. Caparezza fa riferimento alla Massoneria, alla Salerno-Reggio Calabria, al ponte sullo stretto di Messina, all'edilizia italiana, all'alta velocità ferroviaria in Val di Susa e a Punta Perotti, opere che non sono mai più state ultimate.

### Vieni a ballare in Puglia
Ballare sta per "morire": denunciando la piaga dei caduti del lavoro e altri problemi della sua regione, compiendo un atto di amore per la sua terra. La canzone, come precedentemente Fuori dal tunnel, è stata erroneamente interpretata, visto che molte persone considerano la traccia una lode verso la terra del cantante.

### Abiura di me
Ispirandosi al mondo dei videogiochi, Caparezza dichiara il suo fermo proposito di voler passare sempre ad un «livello successivo», come uomo e come artista, anche a costo di abiurare un domani quello che era stato ieri (così come ha già fatto con il suo precedente personaggio, Mikimix).

### Cacca nello spazio
Mentre Caparezza è condannato a spalare escrementi animali al circo, vengono inaugurati i viaggi per lo spazioporto, con una pletora di personaggi del jet set che si mettono in mostra: egli sembra volere avvisare eventuali extraterrestri dell'arrivo di questi individui da lui identificati come i veri escrementi del pianeta Terra.

### Il circo delle pantegane
Descrizione simbolica in chiave esistenziale di un circo popolato da grossi topi, dove si trascina tristemente la vita.

### Un vero uomo dovrebbe lavare i piatti
Caparezza va controcorrente, rispetto ai più retrivi stereotipi, sull'identikit dell'uomo ideale.

### Io diventerò qualcuno
Imitando le melodie dello Zecchino d'Oro, di cui viene imitata una voce infantile, contiene una citazione iniziale sul programma politico del Fronte dell'Uomo Qualunque di Guglielmo Giannini nell'immediato dopoguerra. Traendo spunto dal qualunquismo, Caparezza individua il qualcunismo, del Fronte dell'Uomo Qualcuno, basato su valori opposti quali ignoranza, egocentrismo ed esibizionismo.

### Eroe (storia di Luigi delle Bicocche)
Denuncia sociale dell'eroe-operaio, costretto a lavorare per la libertà e in condizioni estremamente precarie, che per portare lo stipendio a casa deve sopportare la fatica e il continuo cambiamento di lavoro.

### Bonobo Power
Chiusura sul bonobo, scevra da ogni sorta di convenzioni, incluse quelle di tipo religioso, sessuale, etnico, e quindi "l'evoluzione dell'uomo" moderno, avente pudore di fare cose da "scimmia".

## Tracce
Testi e musiche di Caparezza.
1. La rivoluzione del sessintutto – 4:59
2. Ulisse (You Listen) – 4:00
3. Non mettere le mani in tasca – 4:32
4. Pimpami la storia – 4:13
5. Ilaria condizionata – 3:43
6. La grande opera – 4:50
7. Vieni a ballare in Puglia – 3:59
8. Abiura di me – 4:10
9. Cacca nello spazio – 4:26
10. Il circo delle pantegane – 3:47
11. Un vero uomo dovrebbe lavare i piatti – 3:56
12. Io diventerò qualcuno – 3:37
13. Eroe (storia di Luigi delle Bicocche) – 4:06
14. Bonobo Power – 3:19

Tour del caos – DVD bonus nell'edizione speciale
1. La mia parte intollerante (Live)
2. Pimpami la storia (Live)
3. Ulisse (You Listen) (Live)
4. Io diventerò qualcuno (Live)
5. Cacca nello spazio (Live)
6. Jodellavitanonhocapitouncazzo (Live)
7. Abiura di me (Live)
8. Non mettere le mani in tasca (Live)
9. Stango e sbronzo (Live)
10. Dalla parte del toro (Live)
11. Torna Catalessi (Live)
12. Eroe (storia di Luigi delle Bicocche) (Live)
13. Vieni a ballare in Puglia (Live)
14. Ilaria condizionata (Live)
15. Vengo dalla Luna (Live)
16. La rivoluzione del sessintutto (Live)

- Extra

1. Eroe (storia di Luigi delle Bicocche) (Video)
2. Vieni a ballare in Puglia (Video)
3. Abiura di me (Video)
4. Io diventerò qualcuno (Video)
5. Caos al 1º maggio
6. Photogallery

## Formazione
Musicisti
- Caparezza – voce
- Rino Corrieri – batteria acustica
- Giovanni Astorino – basso elettrico, violoncello
- Alfredo Ferrero – chitarra, banjo
- Gaetano Camporeale – Fender Rhodes, Wurlitzer, Hammond, fisarmonica
- I Cantori Nesi – cori
  - Roberta Magnetti
  - Roberta Bacciolo
  - Elena Bacciolo
  - Marino Paira
  - Silvano Borgata
  - Claudio Bovo
  - Bip Gismondi
- Stuzzy – voce femminile (traccia 1)
- Ministri – gruppo ospite (traccia 2)
- Eugenio Manassero – pianoforte (traccia 6)
- Diego Perrone – seconda voce (traccia 8)
- Michele di Lernia – voce dello iettatore (traccia 11)
- Saverio Squeo – tromba (traccia 13)
- Cinzia Fiorato – voce della conduttrice TG
- Michele Kalamera – voce narrante
- Melissa Maccari – voce di Ilaria
- Franco Zucca – voce del carcerato saggio
- Dario Penne – voce del giudice
- Pasquale Anselmo – voce di Luigi delle Bicocche
- Christian Iansante – voce dell'amico del circo
- Davide Lepore – voce dello speaker radiofonico

Produzione
- Carlo U. Rossi – produzione artistica, registrazione, missaggio
- Caparezza – produzione artistica, preproduzione
- Claudio Ongaro – produzione esecutiva
- Antonio Baglio – mastering

## Classifiche
| Classifica (2008) | Posizione massima |
| ----------------- | ----------------- |
| Italia            | 3                 |